# Henriette Rekerová
Henriette Rekerová (* 9. prosince, 1956, Kolín nad Rýnem, Západní Německo) je německá právnička a nezávislá politička, od roku 2015 primátorka Kolína nad Rýnem.

## Kariéra
Rekerová studovala v letech 1976-1986 právo na univerzitách v Kolíně nad Rýnem, Řezně a Göttingenu. Své právnické vzdělání ukončila stáží ve městě Münster. Od roku 2000 zastávala funkce náměstkyně primátora ve městě Gelsenkirchen. V roce 2010 pod její působnost spadaly sociální záležitosti, integrace a životní prostředí města Kolín nad Rýnem. Podporu jí vyslovily CDU, FDP a Zelení.

### Atentát
V roce 2015 se rozhodla kandidovat na primátora města. Dne 17. října byla při předvolebním shromáždění pobodána účastníkem shromáždění, který se chtěl Rekerové pomstít za její vstřícný postup k uprchlíkům, kteří do Německa přicházejí v souvislosti s evropskou migrační krizí.

### Primátorka
Dne 18. října 2015 zvítězila v komunálních volbách a byla zvolena za primátorku města Kolín nad Rýnem.